# Oblast' di Tjumen' al Turkvision Song Contest
L'Oblast' di Tjumen' ha partecipato ad 1 edizione del Turkvision Song Contest debuttando nel 2020. La rete che cura le varie partecipazioni è TMB TV. 

## Partecipazioni
- Primo posto
- Secondo posto
- Terzo posto
- Ultimo posto

| Anno                                    | Artista          | Canzone     | Risultato | Punti | Note |
| --------------------------------------- | ---------------- | ----------- | --------- | ----- | ---- |
| Nessuna partecipazione dal 2013 al 2015 |                  |             |           |       |      |
| 2020                                    | Adilya Tushakova | "Havalarda" | 4°        | 193   |      |